# Blitz (film fra 2011)
 For alternative betydninger, se Blitz (flertydig). (Se også artikler, som begynder med Blitz)
Blitz er en britisk actionthriller-film fra 2011 instrueret af Elliott Lester, skrevet af Nathan Parker, og med Jason Statham, Paddy Considine, Aidan Gillen og David Morrissey på rollelisten. Dilmen er baseret på romanen af samme navn af Ken Bruen, der omhandler hans karakter betjent Sergeant Tom Brant og politikommisær James Roberts. Filmen handler om en voldelig politibetjent, der forsøger at fange en seriemorder, der har dræbt politibetjente i South East London.
Filmen blev udgivet i Storbritannien via Lionsgate UK d. 20. maj 2011. Den fik blandede anmeldelser, og indspillede for $15.8 mio.

## Medvirkende
- Jason Statham som DS Tom Brant
- Paddy Considine som Porter Nash
- Aidan Gillen som Barry "Blitz" Weiss
- David Morrissey som Harold Dunlop
- Zawe Ashton som WPC Elizabeth Falls
- Luke Evans som DI Craig Stokes
- Mark Rylance som CI Bruce Roberts
- Nicky Henson som Superintendent Brown
- Ned Dennehy som Radnor
- Ron Donachie som Cross

## Eksterne Henvisninger
- Blitz på Internet Movie Database (engelsk)
- Blitz på Filmdatabasen
- Blitz på Scope
- Blitz i Svensk Filmdatabas (svensk)
- Blitz på AlloCiné (fransk)
- Blitz på MovieMeter (nederlandsk)
- Blitz på AllMovie (engelsk)
- Blitz på Turner Classic Movies (engelsk)
- Blitz på The Movie Database (engelsk)
- Blitz på Rotten Tomatoes (engelsk)